# Автухович, Татьяна Евгеньевна
Татьяна Евгеньевна Автухович (р. 19 января 1951 г., Гродно) — советский и белорусский литературовед, доктор филологических наук, профессор, профессор кафедры русской филологии Гродненского государственного университета имени Янки Купалы, исследователь русской литературы XVIII в.

## Биография
Родилась в г. Гродно. В 1974 г. окончила Белорусский государственный университет им. В. И. Ленина по специальности «Русский язык и литература». До 1979 г. училась в аспирантуре университета. В 1981 г. защитила кандидатскую диссертацию «Литературное творчество Феофана Прокоповича».
В 1968–1970 гг. работала корректором в газете «Гродненская правда», затем в 1974–1975 гг. в Скирмонтовской средней школе Дзержинского района Минской области. С 1979 г. преподает на филологическом факультете Гродненского государственного университета им. Я. Купалы (кафедра русской и зарубежной литературы).
В 1998 г. защитила докторскую диссертацию «Русский роман XVIII века и риторика: взаимодействие в период формирования жанра (1760-1770-е гг.)». С 1998 г. является заведующей кафедрой русской и зарубежной литературы Гродненского государственного университета им. Я. Купалы. С 2005 г. — профессор.

## Научная деятельность
Основные сферы научных интересов — теоретическая и историческая поэтика; литература и риторика; теория литературы; история литературы XVIII-XX вв.
Научная биография Т.Е. Автухович начинается с изучения русской литературы XVIII в. Кандидатская диссертация «Литературное творчество Феофана Прокоповича» (1981) рассматривает литературное наследие архиепископа Феофана (Прокоповича) как связующее звено между древнерусской литературой и литературой нового времени, оказавшее влияние на развитие общественной мысли и литературы XVIII в.
В докторской диссертации «Русский роман XVIII века и риторика: взаимодействие в период формирования жанра (1760-1770-е гг.)» (1998) исследователь рассматривает проблему взаимодействия риторики и романа на русском материале XVIII в. Это взаимодействие имело место на различных этапах развития мировой литературы. Автухович считает её одной из узловых проблем современной исторической поэтики, так как она отражает взаимодействие таких основополагающих категорий, как тип художественного сознания (мифориторический) и жанровое (романное) мышление. Т.Е. Автухович полагает, что особенно выпукло эта проблема раскрывается при изучении «литератур второго поколения», например, русской, которая в XVIII в. развивается по модели ускоренного развития, за короткое время усвоив основные уроки риторического мышления. Риторическая культура в России XVIII в. и определяет пути формирования и динамику развития разных жанров, и сама быстро эволюционирует.
В монографии «Шаг в сторону от собственного тела...»: экфрасисы Иосифа Бродского» (2016) автор исследует экфрасис в наследии Иосифа Бродского как поэтический прием, раскрывающий внутренний мир человека через поэтическое описание произведения живописи или архитектуры. Исследователь анализирует отношение Бродского к живописи как феномену и его эстетические предпочтения, проявляющиеся через экфрасис.

## Основные работы

### Монографии
- Риторика и русский роман XVIII в.: Взаимодействие в начальный период формирования жанра. Гродно: ГрГУ, 1995. 185 с.
- Античная риторика: Учеб. пособие. Гродно: ГрГУ, 2003. 144 с.
- Творчество Валентина Распутина: ответы и вопросы: монография [Т. Е. Автухович и др.] / под ред. И. И. Плехановой. Иркутск: Изд-во ИГУ, 2014. 395 с.
- Поэзия риторики: Очерки теоретич. и истор. Поэтики. Минск: РИВШ, 2005. 204 с.
- «Шаг в сторону от собственного тела...»: экфрасисы Иосифа Бродского / red. tomu Roman Mnich. Siedlce: Inst. kultury regionalnej i badań lit. im. Franciszka Karpińskiego, Stowarzyszenie, 2016. 267 с.
- Профессия: литератор. Год рождения: 1938: коллективная монография / [Автухович Т. Е., Алпатова Т. А., Бакис С. Ш. и др.]. Елец: Елецкий гос. ун-т им. И. А. Бунина, 2019. 110 с.

### Статьи
- Об авторстве «Metaphrasis ps. 36» и «Metaphrasis ps. 72» // XVIII век. Л., 1986. Т. 15. C. 154-160.
- Анонимный роман «Несчастный Никанор»: эпизод из истории формирования жанра // XVIII век. 1991. Т. 17. С. 73-87.
- Автухович Т. Е. Рим в русской поэзии первой половины XIX века: эмблема – аллегория – символ – образ // Образ Рима в русской литературе. Самара, 2001.
- Сплетня как феномен жизни и литературы // Филолог. 2003. № 5.
- Стихотворение И. Бродского «Посвящается Пиранези»: уровни прочтения // Филоlogos. 2010. № 3-4 (7). С. 79-87[3].
- Советский дискурс в лирике Иосифа Бродского: визуальный аспект // Труды Русской антропологической школы. 2012. № 11. С. 156-169.
- Вольтер и Кребийон-сын: двойной портрет в интерьере эпохи // Вольтеровские чтения. Вып. 2. СПб.: Российская нац. библиотека, 2014. С. 210-219.
- Риторика. Жизнь. Литература: исследования по истории русской литературы XVIII века. Минск: Лимариус, 2015. 412 с.
- А. Вампилов и В. Распутин как культурная пара // Александр Вампилов и Валентин Распутин: творческий потенциал «иркутской истории». Материалы Международной научной конференции. Печатается по решению ученого совета факультета филологии и журналистики ИГУ. 2017. С. 112-123.
- Экфрасис как метатекст (на примере повести И.С. Тургенева «Три портрета») // Русская филология: ученые записки Смоленского государственного университета. 2019. № 19. С. 258-270[4].